# Silo de Utrera III
El silo de Utrera III es un silo de grano situado en el municipio español de Utrera, en la provincia de Sevilla. Se encuentra ubicado junto a otros silos de grano y la estación de ferrocarril.

## Historia
Su construcción fue promovida por el Servicio Nacional de Productos Agrarios (SENPA), heredero del antiguo Servicio Nacional del Trigo que había operado durante el régimen franquista. Pertenece a la serie de los llamados «macrosilos», caracterizados por poseer una gran capacidad de almacenaje de productos agrarios y por el alto grado de mecanización de sus instalaciones. La nueva unidad entró en servicio en 1976, contando con una capacidad de almacenamiento de 15.000 toneladas.

## Características
Se trata de un silo del tipo T. Posee una altura máxima de 61 metros, estando constituida su estructura por un conjunto de celdas hexagonales no regulares de hormigón armado; cada celda tiene un diámetro de 5,60 metros. Presenta un alto grado de mecanización, lo que le confiere una gran funcionalidad de cara a las labores de depósito. Posee una capacidad de almacenamiento de 15.000 toneladas. Antiguamente, las instalaciones estaban enlazadas con la red ferroviaria a través de un ramal que partía de la línea Utrera-La Roda, si bien en la actualidad dicho ramal está desmantelado.